# Montone (Mosciano Sant'Angelo)
Montone è una frazione del comune di Mosciano Sant'Angelo (TE)
La frazione, costituita da un nucleo abitato e da case sparse per la campagna, è situata su una collina, al confine con il comune di Giulianova, e al censimento generale del 2001 risultava popolata da 315 abitanti.

## Storia
Le sue origini sono fatte tradizionalmente risalire al X secolo e in età medioevale fu sede di un'università, che si mantenne fino al 1390, quando Montone, insieme a Montecchio, Petecciano, al "Convento dei Santi Sette Fratelli" ed a Mosciano, entrarono in possesso del duca Antonio Matteo di Acquaviva.

## Luoghi di interesse
- Chiesa di San Nicolò
- Chiesa di Sant'Anna, che in passato aveva nome di "Santa Maria ad fontem Vezzanum", situata presso una piccola fonte che dà origine ad un laghetto. Si trova a circa 1 km a nord-ovest dell'abitato, dove secondo le tradizioni locali si trovava l'antico centro abitato di Vezzano, oggi scomparso, ma oggetto di ritrovamenti (mattoni decorati ed oggetti di uso quotidiano)[2]. La chiesa nelle descrizioni settecentesche risulta essere a navata unica, con campanile a vela[3]. All'interno si trovava un altare e piccole finestre laterali. L'edificio ospitava un quadro con cornice raffigurante Sant'Anna.
- Chiesa di Sant'Antonio abate, con convento dei padri celestini. Venuta in seguito in possesso del convento della Madonna dello Splendore di Giulianova. La chiesa ospita un gruppo scultoreo con l'Immacolata con sant'Antonio e san Camillo ai lati sull'altare maggiore, due dipinti con la Natività e la Sacra Famiglia e il "sarcofago del Bucciarello".

Il "sarcofago del Bucciarello", in precedenza conservato nella chiesa di San Giacomo, era il monumento funebre di un certo Bucciarello, forse ufficiale al servizio del conte di Conversano, Antonio Acquaviva, insieme al padre Giacomo (Jacopo) e al fratello Roberto. Il sarcofago è sorretto da cinque colonnine, quelle alle estremità di maggiori dimensioni e con leoni stilofori, tra le quali sono stati inseriti stemmi della famiglia De Bartolomeis. Altre quattro colonnine sopra il sarcofago sostengono l'arco di copertura del monumento funebre, con un rilievo con l'Agnus Dei e figure di angioletti.
- Chiesa di Santa Maria Assunta, attestata nei documenti delle visite pastorali a partire dal 1582, sottoposta a diversi successivi restauri, definitivamente demolita nel 1914 e sostituita da una nuova chiesa inaugurata nel 1934, che conserva la pianta a tre navate. La chiesa conserva tre campane, opera moderna dell'artista abruzzese Francesco Patella. In origine aveva tre altari (dedicati rispettivamente alla titolare della chiesa, Maria Assunta in cielo, e allo Spirito Santo e a Santa Susanna. Nell'edificio si conservano dipinti seicenteschi anonimi.

Le chiese dedicate a Santa Susanna e a San Pietro (tra Montone e Bellante) sono oggi scomparse.
Si conservano inoltre alcuni tratti della cinta muraria datata al XIV secolo. Si conservano la Torre del mastio, a pianta quadrata, situata dietro la chiesa di Sant'Antonio Abate, la contemporanea "Torre dell'orologio" nel centro storico, e la "Torre di sud-ovest", di proprietà privata.
Nel 2005 è stato inaugurato il "Monumento alla famiglia" a forma di porta, sul sito dell'antica porta cittadina che si apriva nel percorso delle mura tra la "Torre mastio" e la "Torre dell'Orologio".
Montone è anche conosciuta per i suoi murales, presenti in varie zone della città.

## Feste tradizionali
La festa patronale in onore di sant'Anna e San Giacomo si svolge tra il 24 e il 26 luglio, con processioni e messe, concerti bandistici e fuochi di artificio. La festa in onore di sant'Anna venne istituita nella sede diocesana dal vescovo Principio Fabriej nel corso del XVII secolo e si diffuse in seguito nelle chiese dedicata alla santa in tutta la diocesi.

## Manifestazioni
Ogni anno, nel mese di agosto, si svolge il Festival del Teatro di strada denominato https://sites.google.com/site/prolocomontone/tra-il-sole-e-la-luna, manifestazione della durata di 3 - 6 giorni, con artisti di strada, spettacoli, teatro ed opere di pittori e scultori moderni esposti per le vie del paese. Nel 2011 tale manifestazione ha subito uno stop per motivi economici, per poi riprendere il percorso con l'edizione del 2012.